# Mirosław Pampuch
Mirosław Józef Pampuch (ur. 19 marca 1967 w Olsztynie) – polski polityk, samorządowiec i radca prawny, w latach 2008–2014 starosta olsztyński, poseł na Sejm VIII kadencji.

## Życiorys
Ukończył studia prawnicze na Uniwersytecie Warszawskim (filia w Białymstoku). Pracował w Izbie Skarbowej w Olsztynie, uzyskał w międzyczasie uprawnienia radcy prawnego. Od 1998 do 1999 był wójtem gminy Jonkowo. Następnie do 2008 prowadził własną kancelarię radcy prawnego. W 2002, 2006 i 2010 uzyskiwał mandat radnego powiatu olsztyńskiego. W 2006 został przewodniczącym rady powiatu, a w 2008 został powołany na urząd starosty olsztyńskiego, który utrzymał również po wyborach lokalnych w 2010. W międzyczasie powołany w skład zarządu Związku Powiatów Polskich oraz na wiceprezesa zarządu Stowarzyszenia „Dom Warmiński”.
Był członkiem Platformy Obywatelskiej. W 2011 bezskutecznie ubiegał się o mandat poselski z ramienia PO. Przed wyborami samorządowymi w 2014 zawiesił członkostwo, z powodzeniem kandydował na radnego powiatu jako przedstawiciel lokalnego komitetu wyborczego. Zakończył urzędowanie na stanowisku starosty, po czym w styczniu 2015 objął funkcję sekretarza miasta Olsztyna.
W wyborach parlamentarnych w 2015 wystartował ponownie do Sejmu w okręgu olsztyńskim z pierwszego miejsca na liście Nowoczesnej Ryszarda Petru. Uzyskał mandat posła, otrzymując 7787 głosów. W Sejmie VIII kadencji wszedł w skład Komisji Odpowiedzialności Konstytucyjnej i Komisji Ustawodawczej. 20 lipca 2018 został członkiem komisji śledczej ds. wyłudzeń VAT. W wyborach w 2019 nie uzyskał poselskiej reelekcji. Również w 2023 bez powodzenia kandydował do Sejmu z ramienia Koalicji Obywatelskiej. W 2024 powołany w skład Komisji do spraw reprywatyzacji nieruchomości warszawskich.
W 2010 odznaczony Brązową Odznaką „Zasłużony dla Ochrony Przeciwpożarowej”.